# Menceyat de Tegueste

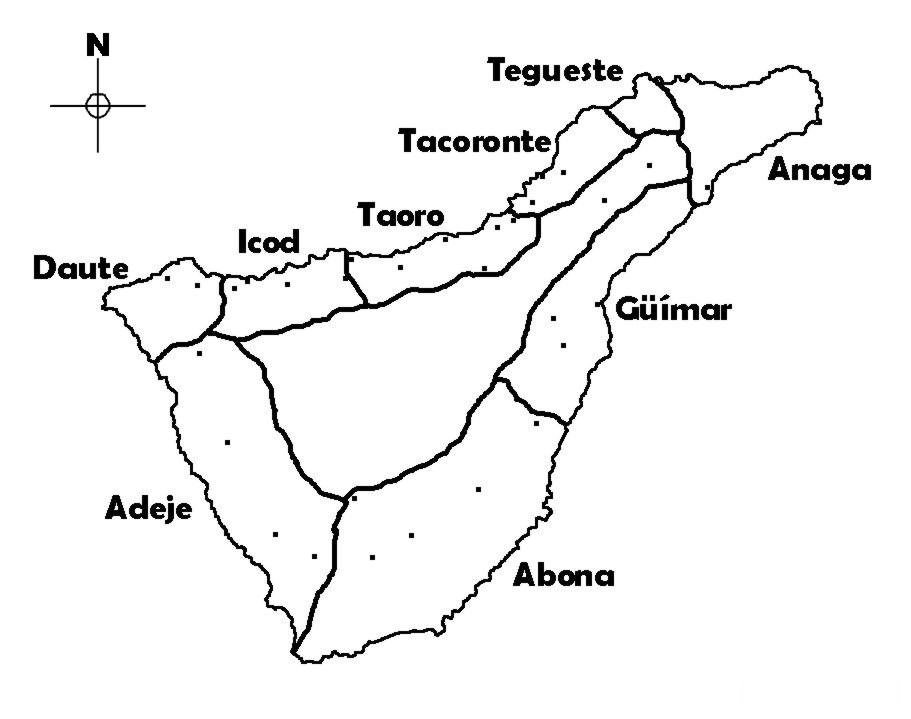
Menceyats de Tenerife

Tegueste era un dels nou menceyats en què fou dividida l'illa canària de Tenerife després de la mort del mencey Tinerfe, a l'època anterior a la conquesta de les illes per part de la Corona de Castella. Ocupava l'extensió dels actuals municipis d'Tegueste, part de la zona costanera de San Cristóbal de La Laguna i la mateixa horta lagunera. Els seus menceys foren Tegueste I, Tegueste II e Teguaco.